# Tennis als Jocs Olímpics d'estiu de 1988
Els Jocs Olímpics d'Estiu de 1988 celebrats a la ciutat de Seül, Corea del Sud, es van disputar 4 proves tennístiques, dues en categoria masculina i dues en categoria femenina, tant a nivell individual com en dobles. La competició se celebrà al Seoul Olympic Park Tennis Center del Parc Olímpic de Seül.
El tennis retornà a la competició oficial des de la seva inclusió en el programa oficial en l'edició de 1924, i havent estat esport de demostració en les edicions de 1968 i 1984.
Participaren 129 tennistes, entre ells 81 homes i 48 dones, de 38 comitès nacionals diferents.

## Resum de medalles

### Categoria masculina
| Prova      | Or                                    | Argent                               | Bronze                                       | Bronze                              |
| Individual | Miloslav Mečíř                        | Tim Mayotte                          | Stefan Edberg                                | Brad Gilbert                        |
| Dobles     | Estats UnitsKen Flach · Robert Seguso | EspanyaEmilio Sánchez · Sergio Casal | TxecoslovàquiaMiloslav Mečíř · Milan Šrejber | SuèciaStefan Edberg · Anders Järryd |

### Categoria femenina
| Prova      | Or                                      | Argent                                     | Bronze                                     | Bronze                         |
| Individual | Steffi Graf                             | Gabriela Sabatini                          | Zina Garrison                              | Manuela Maleeva                |
| Dobles     | Estats UnitsPam Shriver · Zina Garrison | TxecoslovàquiaJana Novotná · Helena Suková | AustràliaElizabeth Smylie · Wendy Turnbull | RFASteffi Graf · Claudia Kohde |

## Medaller
| Posició | País           | Or | Argent | Bronze | Total |
| 1       | Estats Units   | 2  | 1      | 2      | 5     |
| 2       | Txecoslovàquia | 1  | 1      | 1      | 3     |
| 3       | RFA            | 1  | 0      | 1      | 2     |
| 4       | Argentina      | 0  | 1      | 0      | 1     |
| 4       | Espanya        | 0  | 1      | 0      | 1     |
| 6       | Suècia         | 0  | 0      | 2      | 2     |
| 7       | Austràlia      | 0  | 0      | 1      | 1     |
| 7       | Bulgària       | 0  | 0      | 1      | 1     |
| Total   | Total          | 4  | 4      | 8      | 16    |